# Szürjekció
A matematikában ráképezésnek vagy szürjekciónak, illetve szürjektív leképezésnek vagy szürjektív függvénynek nevezzük azokat a leképezéseket, illetve függvényeket, amelyeknél a függvény (vagy leképezés) értékkészlete megegyezik a függvény érkezési halmazával, azaz egy {\displaystyle \phi :A\to B} függvény pontosan akkor ráképezés, ha minden {\displaystyle b\in B} elemnek létezik őse a {\displaystyle \phi } függvény mellett.

## Definíció
Legyenek {\displaystyle A,\,B} tetszőleges halmazok és {\displaystyle f:A\to B} függvény. Akkor mondjuk, hogy {\displaystyle f} szürjekció, ha minden {\displaystyle b\in B}-re létezik {\displaystyle a\in A} úgy, hogy {\displaystyle f(a)=b}.

## Példák
- Definíció szerint minden bijektív leképezés szürjektív.
- Az {\displaystyle f:\mathbb {R} \to \mathbb {R} ,x\mapsto 2x+1} függvény is szürjektív, mert minden y valós számra létezik olyan x (jelesül {\displaystyle x={\frac {y-1}{2}}}), hogy {\displaystyle f(x)=y}.
- Az {\displaystyle \ln :(0,+\infty )\rightarrow \mathbb {R} } természetes alapú logaritmus függvény szürjektív.
- Az {\displaystyle f:\mathbb {Z} \to \{0,1,2,3\},x\mapsto x\mapsto x{\pmod {4}}} függvény szürjektív.

## Tulajdonságok
- Ha az {\displaystyle f,g} függvények szürjektívek, akkor a kompozíciójuk is szürjektív függvény.
- Ha az {\displaystyle g\circ f} függvénykompozíció szürjektív leképezés, akkor a {\displaystyle g} függvény szürjekció.
- Ha {\displaystyle X,Y} véges halmazok és {\displaystyle |X|=|Y|}, továbbá {\displaystyle f:X\to Y} függvény, akkor a következő állítások ekvivalensek:

1. {\displaystyle f} bijekció.
2. {\displaystyle f} szürjekció.
3. {\displaystyle f} injekció.

Végtelen halmazokra az előző állítás nem marad érvényben. Például az {\displaystyle f:\mathbb {N} \rightarrow \mathbb {N} ,n\mapsto n+1} leképezés injektív de nem szürjektív. A {\displaystyle g:\mathbb {N} \rightarrow \mathbb {N} ,n\mapsto |n-2|} leképezés szürjektív de nem injektív.

## Lásd még
- Injektív leképezés
- Bijekció